# مسجد بالوبو القديم
مسجد بالوبو القديم يقع المسجد في بلدة بالوبو في سولاوسي الجنوبية، وقد بني المسجد قبل وفاة الملك السادس عشر داتو لوو، بني المسجد في عام 1604، وقد بلغت مساحة الأرض التي بني عليها 15 متر مربع.

## العمارة
يقع المسجد على حافة الطريق وتحديدا في زاوية تقاطع، المسجد ليس بعيدا عن قصر الملك لوو، بني المسجد القديم على مساحة 15 متر في 15 متر، بينما يصل سمك الجدار 90.2 سم وارتفاع الجدار 3 متر فوق مستوى سطح الأرض، حجم الارتفاع كامل من سطح الأرض إلى أعلى سقف يصل إلى 10.80 متر، المسجد مواجه لجهة الشرق، ويحيط بالمدخل ست نوافذ مع حجم 85 سم في 117 سم، كل باب في جزئه العلوي منحني قليلا (نصف دائرة) وفي ذروته على اليمين واليسار هناك نتوءات بحيث يبدو وكأن الأبواب مجنحة ومزينة بالحروف العربية، الجدران في الشمال والجنوب تحتوي على نافذتين، المحراب مدبب الشكل منحني للأعلى (نصف دائرة) والجزء العلوي يشكل القبة، المحراب مزخرف بأشكال أوراق صغيرة، سقف المسجد متداخل بثلاثة مستويات، هناك سقف أعلى متداخل مصنوع من خزف، بينما تداخل السقف الوسطي والسفلي تدعمها أربعة أعمدة (عمود خشبي)، أرضية المسجد مبنية من البلاط.

## العناصر
عمارة مسجد بالوبو القديم هي فريدة من نوعها للغاية، هناك أربعة عناصر أساسية مضمنة في بناء المسجد القديم وهي العنصر المحلي للبوغيس والعنصر الجاوي والهندوس والمسلم:
- العناصر المحلية لبوغيس: هذا العنصر يلاحظ عندما ننظر إلى الهيكل العام لمبنى المسجد، والذي يتكون من ثلاث شقق، السقف والديكور تتكون من ثلاثة تقاطعات، ويتكون من ثلاثة أعمدة هي الركائز ومركز القطب وشكل التماس.
- عناصر جاوة: هذه العناصر مرئية على السطح، والذي تتأثر بالسقوق الجاوية تسمى بسقف جونغلو وهو سقف منزل هرمية مكدس من ثلاثة مستويات، وغالبا ما تبنى من اثنين من السقوف نتداخل في الأسفل تدعمها أربعة أعمدة، بينما الجزء العلوي من سقف الهرم بدعم من أعمدة الركائز والتي يبلغ قطرها 90 سم، في ذروة سقف المسجد وهناك زخرفة زرقاء من السيراميك يعود تاريخها إلى الصين، وهناك رأيين حول شكل سقف مسجد بالوبو القديمة، الأول أن السقف بني تحت تأثير العمارة الجاوية، في حين رفض هذا الرأي من جهة أخرى بحجة أن الشكل هو تطور مفهوم المجتمع المحلي خاصة في سولاوسي الجنوبية، يتشكل السقف الأول والثاني معتمدة على أربعة أعمدة خشبية مع ارتفاع 8.5 متر وقطرها 90 سم، الركائز الأربعة هي أركان مفهوم يسمى جافا، وفي الوقت نفسه السقف العلوي يدعم من دعامة مصنوعة من الخشب.
- العناصر الهندوسية: يمكن رؤيتها في المسجد على الشكل المستطيل الذي تأثر ببناء المعابد، في أسفل الجدار هناك ديكور زهرة اللوتس، على غرار الديكور في بوروبودور، في الجزء العلوي من الجدار هناك نمط تدفق مماثل للمعابد المزخرفة في جاوة.
- عناصر الإسلام: يعتبر هذا العنصر واضحا في نافذة المسجد، هناك خمسة أشرطة على شكل مستقيم، ترمز إلى عدد من الفرائض في كل يوم وليلة.

## البناء
حجم المبنى الرئيسي في مسجد بالوبو القديم هو 11.9 متر في 11.9 متر، وارتفاعه 3.64 متر، مع حوالي 0.94 متر تشكل سماكة جدران المسجد المبني من الصخر، شكل المسجد مستطيل وهو يعني أنه نفس شكل المستطيل الذي يبنى منه المعبد، في أوائل القرن السابع عشر جاء التجار المسلمين إلى جنوب سولاويزي، وانتشرت بعد ذلك الإسلام. وأصبح الدين ينمو بسرعة منذ وصول التجار حتى وصل الإسلام المينانجكاباو غرب سومطرة، في بداية عهد السلطان عبد الله انتقلت عاصمة المملكة إلى بالوبو، وتستند في هذه الحركة على الإدارة التقنية الاستراتيجية وتطوير التعاليم الدينية للإسلام، ولدعم تطور الإسلام اأنشأ سليمان الخطيب داتوري مسجد دائم في 1604 في وسط المدينة وليس بالبعيد عن قصر بالوبو، المسجد ما يزال قائما حتى الآن ويسمى مسجد بالوبو القديم.

## التحديث
حتى الآن تعرض مسجد بالوبو القديم لعدة تجديدات لإصلاح المسجد، التجديد الأول وقع في عام 1700 مع تحسين الأرض، الثانية كانت في عام 1951 لتحل محل الأرضية القديمة والتي استبدلت من البلاط المستوردة من سنغافورة، الثالث في عام 1981 وجرى فيه تحسين جميع أجزاء المسجد، في حين التجديد الرابع والخامس عن طريق إضافة ما يصل إلى مساحة البناء كما هو عليه اليوم على أرض مساحتها 1680 متر مربع من هذا المسجد، الهندسة المعمارية للمسجد القديم شامل تظهر فيه قيم الثقافة المحلية، وتتكيف مع القيم من الخارج، وخاصة العناصر الإسلامية والجاوية بالإضافة لانه يعد جزءا أساسيا من الثقافة المحلية.